# Copenhagen Songwriters Festival
Copenhagen Songwriters Festival er en årlig musikfestival, der bliver afholdt omkring Råhuset ved Onkel Dannys Plads på Vesterbro i København. Festivalen blev første gang afholdt i 2009. Primusmotor for festivalen er singer-songwriteren Brett Perkins. I 2011 løber det af stablen i weekenden 19.-21. august.
Festivalen formår at trække en del navne fra udlandet, men er også ret godt repræsenteret af danske kunstnere. Blandt de musikere der har optrådt på festivalen, er bl.a. Dana Cooper, Jonathan Brooke, Kira Skov, Tobias Trier, Ivan Pedersen, Kenneth Thordal, Tue West, Rasmus Nøhr, Annika Aakjær, Tina Dickow, Sascha Dupont, Aura, Mads Langer, Angu, Claus Hempler, Nanna Larsen og mange flere.
Foruden navnene på programmet er der tradition for en del uannoncerede gæster hver aften på den store scene.